# 營養體
營養體（Trophosome；源自），亦作滋養體，是一種在部分原口動物（例如：鬚腕科物種）體腔內的深綠棕色海綿組織器官，用來儲存內共生細菌，以為其宿主提供完全營養。巨型管蟲及共生性扁形动物门的Paracatenula屬物種均有這種器官。在這些動物體內，營養體的內共生細菌會將蟲體的硫或硫化物氧化，透過固碳作用產生有機分子，使之為宿主所使用，為其提供營養及能量。這個過程叫做化能合成或岩石自养生物。

## 參看
- Bacteriome：在部分昆蟲身上的類似器官，內有含菌细胞，可存在內共生細菌（英语：endosymbiotic bacteria）。